# NGC 4507
NGC 4507 é uma galáxia espiral barrada (SBb) localizada na direcção da constelação de Centaurus. Possui uma declinação de -39° 54' 33" e uma ascensão recta de 12 horas, 35 minutos e 36,6 segundos.
A galáxia NGC 4507 foi descoberta em 5 de Junho de 1834 por John Herschel.